# Beška

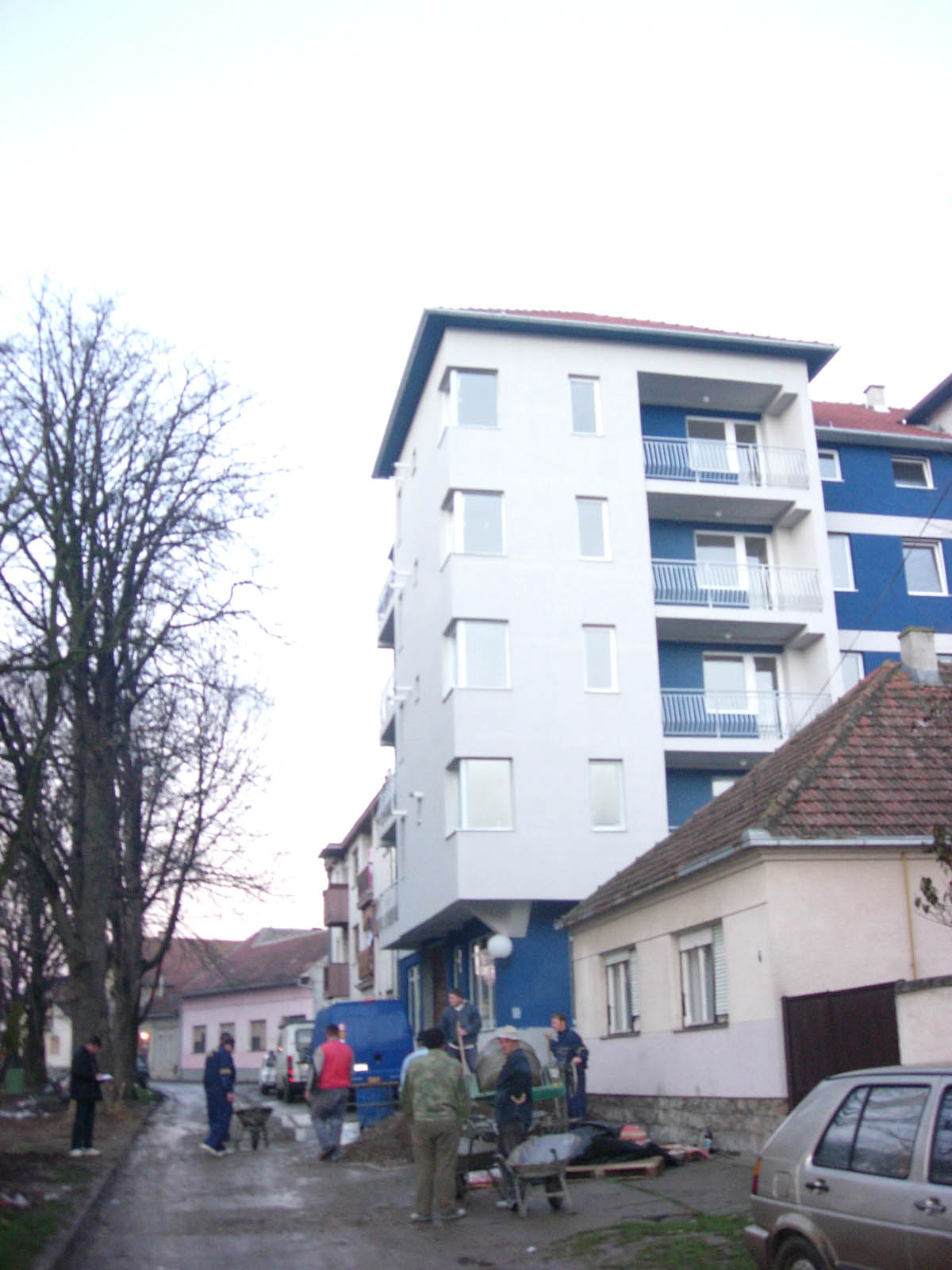
Alt und neu nebeneinander

Beška (serbisch-kyrillisch Бешка, deutsch, veraltet Beschka) ist ein Dorf im Okrug Srem in der serbischen Provinz Vojvodina. Es gehört zur Opština Inđija; 2002 zählte es 6.239 Einwohner.

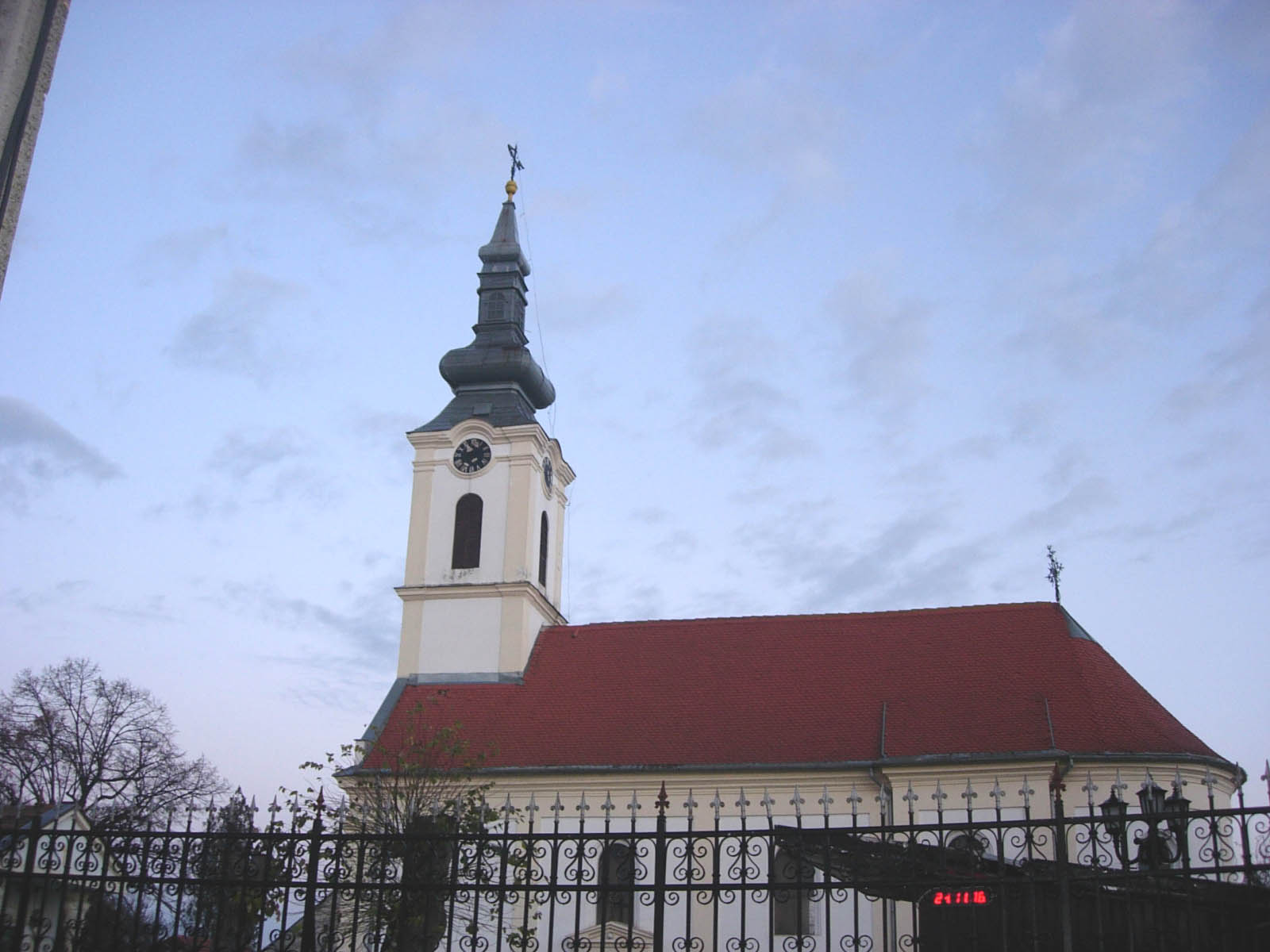
Die Orthodoxe Kirche

Die älteste bekannte Erwähnung Beškas stammt von 1564.
1860 siedelten erstmals 13 donauschwäbische Familien aus der Batschka in Beška an. Im Oktober 1944 wurden die damals über 2.000 donauschwäbischen Bewohner von den Partisanen aus ihren Heimstätten vertrieben oder in Straflager interniert.
Die Europastraße 75 von Vardø nach Sitia, die östlich des Dorfes verläuft, hat eine Ausfahrt für Beška und das 3 km entfernte Nachbardorf Krčedin.

## Demographie
| Zensusjahr | Einwohner | Beleg |
| ---------- | --------- | ----- |
| 1948       | 3648      | [ 2 ] |
| 1953       | 3976      | [ 2 ] |
| 1961       | 5378      | [ 2 ] |
| 1971       | 6351      | [ 2 ] |
| 1981       | 6377      | [ 2 ] |
| 1991       | 6166      | [ 2 ] |
| 2002       | 6239      | [ 2 ] |
| 2011       | 5783      | [ 2 ] |

## Bekannte Personen
In Beška wurde 1956 der kroatische Schriftsteller Zvonko Dragić geboren.